# International Federation of Clinical Chemistry and Laboratory Medicine
L'International Federation of Clinical Chemistry and Laboratory Medicine (in lingua italiana: Federazione Internazionale di Chimica Clinica e Medicina di Laboratorio, IFCC) è fra le principali organizzazione mondiali nel campo della Chimica clinica e della Medicina di laboratorio. Lo scopo dichiarato dell'organizzazione è il miglioramento del livello scientifico e della qualità delle diagnosi strumentali per mezzo di linee guida, pubblicazioni, corsi, convegni e la diffusione di informazioni scientifiche.